# 終幕
| ウィキペディアには「終幕」という見出しの百科事典記事はありません（タイトルに「終幕」を含むページの一覧/「終幕」で始まるページの一覧）。 代わりにウィクショナリーのページ「終幕」が役に立つかもしれません。 |